# 호산초등학교
호산초등학교(湖山初等學校)는 대한민국 강원특별자치도 삼척시 원덕읍 호산1리에 있는 공립 초등학교로 1921년 개교하였다.

## 역사
- 1921년 5월 20일 덕흥공립보통학교 개교(6학급)
- 1938년 4월 1일 호산공립심상소학교로 개명
- 1941년 4월 1일 호산공립국민학교로 개칭
- 1949년 9월 1일 호산국민학교로 개명
- 1974년 11월 20일 학교 이전(현 위치)
- 1995년 3월 1일 이천분교장 통폐합
- 1996년 3월 1일 호산초등학교로 교명 변경
- 1997년 3월 1일 사곡분교장 통폐합
- 1998년 3월 1일 축천(산양)분교장 통폐합
- 2003년 3월 1일 기곡분교장 통폐합
- 2005년 3월 1일 초등 특수 1학급 신설 및 유치원 종일반 1학급 증설
- 2008년 3월 1일 노실분교장 통폐합
- 2019년 3월 1일 제35대 교장 최미애 부임
- 2022년 12월 31일 제98회 졸업식 (졸업생 총 7,883명)
- 2023년 3월 1일 초등 7학급 편성(특수 1학급 포함), 병설유치원 2학급 편성